# Silvia Costa (regisseur)
Silvia Costa (Treviso, 1984) is een Italiaanse regisseuse, performer, schrijfster en scenografe. Sinds 2006 is ze de rechterhand van regisseur Romeo Castellucci.
Ze behaalde in 2006 aan de universiteit IUAV van Venetië het diploma ‘Beeldende Kunsten en Theater’. Zij regisseert, acteert, schrijft en ontwerpt decors. Vanaf 2007 was haar werk te zien op verscheidene Italiaanse festivals: ‘La quiescenza del seme’ (2007) en ‘Musica da Camera’ (2008) op het Festival Es.Terni, gevolgd door ‘16 b, come un vaso d’oro adorno di pietre preziose’ (2009) op het Festival Lupo in Forli, en ‘A sangue freddo’ (2015) op het Uovo Performing Arts Festival in Milaan. In 2012 werd ze uitgenodigd op het Euroscene Festival van Leipzig met ‘La fine ha dimenticato il principio’. Vanaf 2013 zette ze haar eerste stappen als regisseur buiten Italië, met name in Parijs in het Théâtre de Gennevilliers en later in het Théâtre de la Cité internationale. Verder ook in BIT Teatergarasjen in het Noorse Bergen en op het Drugajanje Festival van Ljubljana. Voor het Festival d’Automne à Paris in samenwerking met het Théâtre Nanterre-Amandiers maakte ze in 2016 ‘Poil de Carotte’, een toneelbewerking van de roman van Jules Renard. Parallel aan haar theatervoorstellingen, maakt ze ook installaties voor kinderen, gecombineerd met ateliers, gericht op praktijkervaring en de interpretatie van kunst. 
In september 2019 presenteerde ze voor het eerst haar eigen werk in België in het kader van het festival Love at First Sight.